# Хавацелет (газета)
«Хавацелет» (ивр. חֲבַצֶּלֶת‎ — «Лилия») — газета, издававшаяся на иврите в Иерусалиме (Палестина) в 1863—1864 и 1870—1911 годах с разной периодичностью (от раза в месяц до трёх раз в неделю). Одно из первых периодических изданий на языке иврит, некоторые номера и приложения печатались также на идише, ладино и французском языке. Основатель газеты — Израиль Бак, владелец и главный редактор на протяжении большей части её истории — Исраэль Дов Фрумкин. Издание, отражавшее позиции хасидской общины, первоначально критиковало руководителей старого ишува в Палестине и выступало за еврейское освоение Земли обетованной, но позднее встало в оппозицию к программе сельскохозяйственных еврейских поселений и политическому сионизму.

## История
Газету «Хавацелет» начал издавать в Иерусалиме еврейский книгопечатник Израиль Бак. Первый номер издания увидел свет 13 июля 1863 года. Первоначально предполагалось, что газета будет выходить ежемесячно, но со второго номера 1864 года она стала еженедельной. «Хавацелет» стала одним из первых современных периодических изданий на иврите (на месяц раньше, также в Иерусалиме, началось издание газеты «Ха-Леванон»). Это издание отражало позиции хасидского меньшинства в ашкеназской части еврейского ишува. На его страницах критиковалось руководство Старого ишува, методы халуки (распределения пожертвований из-за рубежа между членами общины) и выражалась поддержка идей еврейского заселения Земли Израильской, которые отвергали иерусалимские раввины. Возможно, именно конфликт между редакциями «Хавацелет» и «Ха-Леванон», отражавшей позиции руководства Старого ишува, стал причиной того, что через недолгое время обе газеты были закрыты османскими властями — «Хавацелет» к этому моменту успела выпустить лишь пять номеров.
Издание газеты возобновилось в 1870 году. К этому времени к редакционной коллегии присоединились Исраэль Дов Фрумкин (зять Бака), спустя четыре года ставший главным редактором «Хавацелет», и Михаль Коэн. В 1870 году «Хавацелет» выходила раз в две недели, а со второго года выпуска снова стала еженедельником. В 1870 и 1871 годах наряду с основным изданием выходило литературное приложение «Пирхей Хавацелет», содержавшее многочисленные переводы с других языков. В основном языком издания оставался иврит, но в первые два года после возобновления выпуска появились несколько номеров на ладино. Кроме того, вышли шесть номеров приложения на идише (в 1870—1871 годах, под названием «Ди Розе»), а в 1882 году выходило приложение на французском языке Gazette de Jerusalem.
Выпуск газеты ещё дважды прерывался по административным причинам. В 1877 году власти закрыли её на пять месяцев после того, как в её статье было заявлено, что они не предпринимали никаких усилий, чтобы остановить арабских погромщиков в Эль-Халиле, а в 1883 году одновременно с закрытием газеты Фрумкин был отправлен в тюрьму на 45 дней за публикацию, направленную против американского консула в Стамбуле. В остальное время периодичность выпуска «Хавацелет» зависела от занятости Фрумкина другими делами. Так, когда он находился в отъезде, газета выходила, если удавалось найти временного редактора, если же нет — издание временно приостанавливалось (как это произошло в 1905 году). Среди временных редакторов «Хавацелет» был, в частности, Элиэзер Бен-Йехуда, выпускавший газету в 1882 году и размещавший в ней статьи, посвящённые ивриту или направленные в поддержку мошавот Первой алии.
Большую часть 1870-х годов «Хавацелет» оставалась единственным печатным органом на иврите, выходившим в Палестине («Ха-Леванон» в это время издавалась в Париже). Большая часть материалов «Хавацелет» была посвящена жизни ишува, в особенности иерусалимской общины. Значительное внимание уделялось проектам Мозеса Монтефиоре и Общества заселения Земли Израильской Иехуды Алкалая. При этом в первые годы газета в основном находилась в оппозиции к Монтефиоре из-за его близости к руководству фондов халуки. В начале 1880-х годов, после погромов в России, газета выступала за репатриацию российских евреев в Землю Израильскую и создание новых поселений вокруг Петах-Тиквы. Однако после того, как в 1884 году Элиэзер Бен-Йехуда основал собственное издание «Ха-Цви», началось идеологическое размежевание редакции «Хавацелет» со сторонниками еврейского поселенчества. Она постепенно перешла на позиции поддержки руководства Старого ишува и начала выступать с критикой сельскохозяйственных поселений и просветительской программы, которую первоначально поддерживала. С развитием политического сионизма хасидские издатели заняли по отношению к нему тоже критическую позицию. В частности, «Хавацелет» критиковала представителей барона Ротшильда в мошавот за несоблюдение шмиты и выступала против объявления траура по случаю смерти Теодора Герцля.
В 1908 году объём газеты был расширен и она стала выходить три раза в неделю. Однако уже в 1911 году она снова стала еженедельником, а вскоре после этого её издание было прекращено. Тем не менее «Хавацелет» успела сыграть важную роль в появлении в рядах Старого ишува нового поколения писателей и публицистов, в дальнейшем занимавшего заметное место в общественной жизни Иерусалима и Палестины.